# AngularJS
AngularJS (o Angular 1.x o Angular.js) è un framework per applicazioni web open source, sviluppato nel 2010 da Google e dalla comunità di sviluppatori individuali, al fine di affrontare le difficoltà che si incontrano nello sviluppo di applicazioni su singola pagina.
Ha l'obiettivo di semplificare lo sviluppo e il test di questo tipo di applicazioni fornendo un framework lato client con architettura MVC (Model View Controller) e Model–view–viewmodel (MVVM) insieme a componenti comunemente usati nelle applicazioni RIA.
Il framework lavora leggendo prima la pagina HTML, che ha incapsulati degli attributi personalizzati addizionali (esempio: ng-controller), interpretando questi attributi come delle direttive (comandi) per legare le parti di ingresso e uscita della pagina al modello che è rappresentato da variabili standard JavaScript. Il valore di queste variabili può essere impostato manualmente nel codice o recuperato da risorse JSON statiche o dinamiche.
Secondo Libscore, un servizio di analisi JavaScript, AngularJS è usato nei siti della NBC, Walgreens, Intel, Sprint, ABC News, e approssimativamente da altri 8.400 nel luglio 2015.

## Direttive
Annotazioni HTML che scatenano dei comportamenti in angular.js
- ng-app
- ng-bind
- ng-model
- ng-model-options:
- ng-class
- ng-controller
- ng-repeat
- ng-show & ng-hide
- ng-switch
- ng-view
- ng-if
- ng-aria
- ng-animate
- ng-link
- ng-src
- ng-init